# Christian Deix

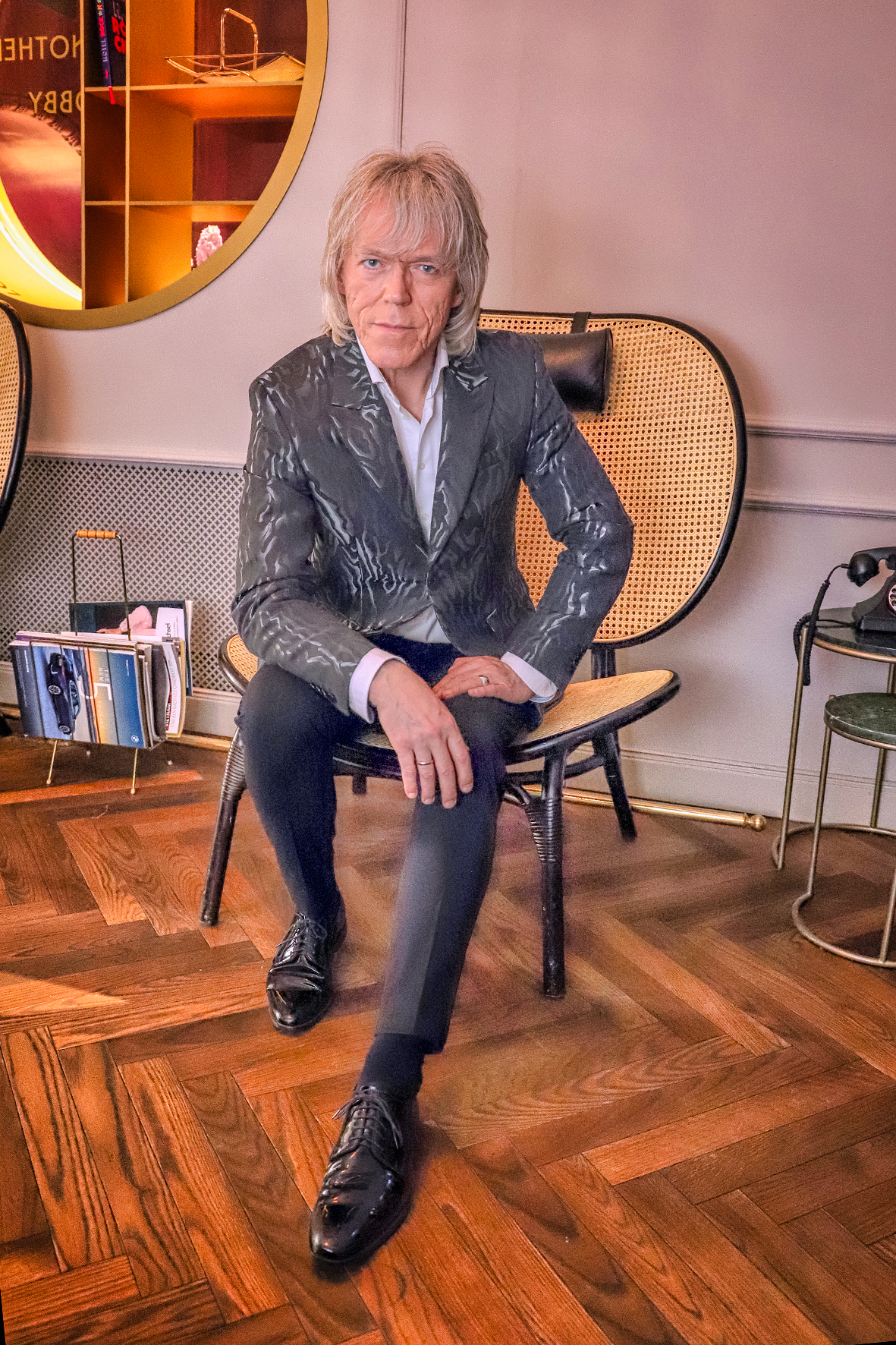
Christian Deix, 2024

Christian Deix (* 2. Juni 1964 in St. Pölten, Niederösterreich) ist ein österreichischer Sänger, Musiker, Komponist, Schauspieler, Autor, Musikproduzent und Sprecher.

## Leben

### Herkunft und Jugend
Christian Deix wurde als drittes Kind von Johanna (1920–2015) und Franz Deix (1919–1987) in St. Pölten, Niederösterreich, geboren. Sein älterer Bruder war der österreichische Karikaturist Manfred Deix (1949–2016). Schon in seiner Kindheit zeigte er eine starke Affinität zur Musik und zu Instrumenten, darunter die Ziehharmonika seines Bruders Manfred. Als Jugendlicher brachte sich Deix autodidaktisch das Spielen von Schlagzeug, Gitarre und Klavier bei. Seinen ersten professionellen Auftritt hatte er mit zwölf Jahren als Chorknabe in der Carmina burana (Carl Orff) mit den Niederösterreichischen Tonkünstlern, später wurde er Mitglied des Jugendensembles des St. Pöltner Domchores. Es folgten erste Live-Auftritte als Schlagzeuger, Gitarrist und Lead-Sänger mit lokalen Bands wie Sunflower, Ischias, Together, Huber Huber Deix & Stecher, Superstition & The Power Beans. 1982 belegte er mit der Jazzrock-Formation Broken Arrow Platz 1 beim Bandwettbewerb BIM – Bühne frei im Wiener Metropol. 1983 gewann er den österreichischen Bundes-Jugendredewettbewerb mit dem Thema „Gefährdung von Demokratie und Menschenrechten“. 1983–1985 absolvierte er den Fachlehrgang für Wirtschaftswerbung am WIFI Wien mit Ausbildung zum Werbegestalter.

### Musik
Seit den 1990er Jahren arbeitet Deix als Studio- und Livemusiker, Songwriter, Sänger, Producer und Arrangeur mit nationalen und internationalen Künstlern, darunter Falco, The Flying Pickets, Wolfgang Ambros, Stefanie Werger, Erste Allgemeine Verunsicherung, Sandra Pires und Alexander Goebel. 1995 war er Co-Produzent und Co-Autor der CD-Produktion Deix & Die Good Vibrations Band, „Musik aus Ameriga“. Dieses gemeinsame Projekt mit Bruder Manfred erhielt die Gold-Auszeichnung für 25.000 verkaufte CDs/LPs in Österreich. Sein Debüt als Musical-Komponist feierte Christian Deix 2012 mit der Produktion „Die Zähmung des Widerspenstigen“ am Filmhof Wein4tel in Asparn an der Zaya, gefolgt von den Produktionen „Der Hofnarr“ und „Charleys Tante Reloaded“. Weiter ging es im Wiener Metropol mit den Musicals „Go West again“, „Die Wonderboys von Hernois“ und „Rock My Soul“. Am Donauinselfest 2021 nahm er als Sänger beim Konzert „Best Of Donauinsel“ unter der musikalischen Leitung von Christian Kolonovits teil. Als Musikproduzent und Songtexter wirkte Deix 2022 am Programm „Der schönste Tag“ der Kabarettistin und Schauspielerin Angelika Niedetzky mit. 2024 war er als Komponist, Arrangeur und Chorsänger am neuen Album "Inka" der deutschen Sängerin und Moderatorin Inka Bause beteiligt, das im April 2025 veröffentlicht werden soll. Am 3. Dezember 2024 wurde Christian Deix das Goldene Ehrenzeichen des Landes Niederösterreich verliehen.
2015 war Christian Deix Mitglied der österreichischen Fachjury zum Eurovision Song Contest in Wien, und 2024 war er Teil der Jury des deutschen ESC-Vorentscheids.

#### Band Espresso
Im Oktober 1985 gründete Christian Deix die Band Espresso, deren Leadsänger und Songwriter er wurde. Die erste Single „Say“ erreichte 1986 Platz 1 in den Austro-Charts, gefolgt von weiteren erfolgreichen Singles wie „Take It All Down“ und „Why Don’t You Listen to My Music“. Die Band erzielte 1987 eine Pop Amadeus Nominierung als „Bester Newcomer“ mit dem Song „Take It All Down“, ebenfalls Platz 1 in den Austro-Charts. Espresso veröffentlichte drei Alben: „Espresso“ (1990), „Espresso 2“ (1993) und „Tears and Escapades“ (1996). Mit Espresso trat Deix als Vorgruppe internationaler Stars wie Level 42, James Brown, Roger Chapman und den Beach Boys auf.

#### Band Insieme
2012 gründete Christian Deix die Italopop-Formation Insieme, in der er bis heute als Sänger und Gitarrist tätig ist. Zusammen mit Erik Arno, Monika Ballwein und Rene Velazquez-Diaz interpretiert er italienische Hits und spielte seither mehr als 200 Konzerte in Österreich und im benachbarten Ausland. Insieme trat auch bereits als Support Act für Al Bano Carisi und Umberto Tozzi auf. 2017 produzierte Deix das erste Album „Insieme Live“, sowie 2019 das Folge-Album „Insieme 2“.

#### Solo-Veröffentlichungen
2021 veröffentlichte Christian Deix sein erstes Solo-Projekt, den Song „Ohne di“. Das Lied landete als bestplatzierter Newcomer-Song auf Platz 10 in den „Austro Top 100“ auf ORF Radio Niederösterreich.

### Theater
Christian Deix arbeitet sowohl als Schauspieler als auch als Bühnenautor. Seit 2008 hat er Engagements als Schauspieler in Theaterproduktionen am Wiener Metropol, am Filmhof Wein4tel in Asparn an der Zaya oder beim Kultursommer Laxenburg. Sein Debüt als Bühnenautor gab Deix 2017 (gemeinsam mit Olivier Lendl) mit der Produktion „Heiss“ beim Kultursommer Laxenburg. Dafür entstanden gemeinsam mit Lendl in Folge auch die Stücke „Stille Nacht“, „Traumschiff“, „Raumschiff“, „Der Guru“ und „All We Need Is Love“. Im Herbst 2024 arbeitete Christian Deix als Komponist, Arrangeur und Producer für die Produktion „Bring Me Edelweiss“. Das Musical gelangte am 12. Februar 2025 im Wiener Metropol zur Premiere. Zum Cast gehören unter anderem Vincent Bueno, Cornelia Mooswalder, Dagmar Bernhard und Martin Oberhauser.

### Radio & TV
Christian Deix arbeitete von 1998 bis 2001 als Radiomoderator und Producer bei den niederösterreichischen Radiostationen PL 1 und RPN. Von 2001 bis 2006 war er in Wien bei Radio 88.6 als Unterhaltungschef, Moderator und Producer beschäftigt. Ab 2003 war Deix Chorsänger in allen „ORF-Starmania“ Staffeln, 2008 Sänger der TV-Show „Sing And Win“ (mit Rainhard Fendrich). Immer wieder ist er als Off-Sprecher in TV-Produktionen tätig. Die Öffentlichkeit kennt seine markante Stimme auch aus Werbe-Spots. Deix wirkt in kommerziellen Produktionen für Radio und TV als Sprecher, Sänger und Texter mit. Seit 2021 ist er die Station-Voice des ARBÖ Verkehrsradios.

## Privates
Christian Deix ist seit 2001 mit Beatrix-Sylvia Deix verheiratet und lebt in Wien.

## Musikproduktionen (Auswahl)
- 1986, Songwriting, Producing, Lead & Backing Vocals: Say (Single), Espresso
- 1987, Songwriting, Producing, Lead & Backing Vocals: Take it all down (Single), Espresso
- 1989, Backing Vocals: Idealgewicht (Single), Wolfgang Ambros
- 1990, Songwriting, Lead & Backing Vocals, Arrangements: Espresso (LP), Espresso
- 1990, Producing, Vocal Arrangements: Blue Money (LP), The Flying Pickets
- 1990, Vocal Arrangements, Backing Vocals: Feuer im Vulkan (LP), Simone
- 1993, Songwriting, Lead & Backing Vocals, Arrangements: Espresso 2 (LP), Espresso
- 1994, Backing Vocals: Lebenszeichen (LP), Stefanie Werger
- 1995, Songwriting, Producing, Backing Vocals, Arrangements: Musik aus Ameriga (LP), Deix & Die Good Vibrations Band
- 1995, Songwriting, Producing, Arrangements: Baby You’re So Good To Me (Single), Blondes Have More Fun
- 1996, Backing Vocals, Gitarre: Ganz nah Live (LP), Stefanie Werger
- 1996, Songwriting, Lead & Backing Vocals, Vocal Arrangements: Wir stehn auf Niederösterreich (Single), Projekt Blau Gelb
- 1996, Songwriting, Lead & Backing Vocals, Arrangements: Tears and Escapades (LP), Espresso
- 1998, Songwriting, Producing, Backing Vocals, Arrangements: Keine Rosen ohne Dornen (LP), Chris Heart
- 1999, Backing Vocals: Europa (Single), Falco
- 2008, Backing Vocals: Charly Brown (Single) Thomas D
- 2017, Producing, Lead & Backing Vocals, Arrangements, Gitarre: Live (LP), Insieme
- 2019, Producing, Lead & Backing Vocals, Arrangements, Gitarre: Live Volume 2 (LP), Insieme
- 2021, Songwriting, Producing, Lead & Backing Vocals, Arrangements: Ohne Di (Single), Christian Deix
- 2025, Songwriting: Gute Laune (Single), Inka Bause

## Theaterproduktionen
- 2006, Chor & Gitarre: Csaterberg – das 60er Musical, Messezentrum Oberwart
- 2007, Sänger: Jesus Christ Superstar, Wiener Votivkirche
- 2008, Darsteller: Ti amo, Wiener Metropol
- 2009, Darsteller: Charleys Tante, Wiener Metropol
- 2010, Darsteller: Go West[40], Wiener Metropol
- 2011, Darsteller: Der Pavillon, Filmhof Wein4tel
- 2011, Darsteller: Ti amo 2, Wiener Metropol
- 2012, Musik & Darsteller: Die Zähmung des Widerspenstigen, Filmhof Wein4tel
- 2013, Darsteller: Ti amo forever, Wiener Metropol
- 2013, Musik & Darsteller: Der Hofnarr, Filmhof Wein4tel
- 2014, Musik & Darsteller: Charleys Tante reloaded, Filmhof Wein4tel
- 2014, Musik & Darsteller: Go West again, Wiener Metropol
- 2015, Darsteller: Ewig jung[41], Kultursommer Laxenburg
- 2016, Musik & Darsteller: Die Wonderboys von Hernois, Wiener Metropol
- 2017, Musikalische Leitung & Darsteller: Ti amo 3, Wiener Metropol
- 2017, Buch & Darsteller: Heiss, Kultursommer Laxenburg
- 2018, Buch & Darsteller: Stille Nacht, Kultursommer Laxenburg
- 2019, Buch & Darsteller: Traumschiff, Kultursommer Laxenburg
- 2020, Musik: Rock my Soul, Wiener Metropol
- 2021, Buch & Darsteller: Raumschiff oder das Drama des begabten Hundes, Kultursommer Laxenburg
- 2022, Musikalische Leitung & Darsteller: TI AMO 4, Wiener Metropol
- 2022, Buch, musikalische Leitung & Darsteller: Der Guru oder Der Weg ins Shangri La La La, Kultursommer Laxenburg
- 2023, Buch, musikalische Leitung & Darsteller: All We Need Is Love – Ein Paartherapeutical[42], Kultursommer Laxenburg
- 2025, Musik: Bring me Edelweiss, Wiener Metropol

## Auszeichnungen
- 1983: Gewinner des österreichischen Bundes-Jugendredewettbewerbs in der Kategorie „Berufsbildende mittlere Lehranstalten“
- 1987: Pop Amadeus Nominierung mit Espresso als „Bester Newcomer“ mit dem Song „Take It All Down“
- 1995: Gold-Auszeichnung für 25.000 verkaufte CDs/LPs in Österreich für das Album „Musik aus Ameriga“ mit Deix & Die Good Vibrations Band
- 2023: Rudi Backstage Video Award für das Musikvideo zur Single „Ohne di“ von Christian Deix, verliehen von Rudi Dolezal auf KroneTV
- 2024: Goldenes Ehrenzeichen des Landes Niederösterreich[43]